# 唐松叶弓翅芹
唐松叶弓翅芹（学名：Arcuatopterus thalictroideus）为伞形科弓翅芹属的植物，为中国的特有植物。分布在中国大陆的西藏等地，生长于海拔1,900米至2,750米的地区，见于高山草地，目前尚未由人工引种栽培。